# Dekanat Niedobczyce
Dekanat Niedobczyce – jeden z 37 dekanatów katolickich w archidiecezji katowickiej, powołany w 1998 r. W jego skład wchodzą następujące parafie:
- Parafia Wniebowzięcia Najświętszej Maryi Panny w Biertułtowach (Radlin)
- Parafia Niepokalanego Serca Maryi w Głożynach (Radlin)
- Parafia Matki Bożej Różańcowej w Rybniku (Rybnik)
- Parafia Najświętszego Serca Pana Jezusa w Niedobczycach (Rybnik)
- Parafia Bożego Ciała i św. Barbary Niewiadomiu (Rybnik)
- Parafia Miłosierdzia Bożego w Niewiadomiu (Rybnik)
- Parafia Trójcy Przenajświętszej w Popielowie (Rybnik)
- Parafia św. Jacka w Radoszowach (Rydułtowy)
- Parafia Niepokalanego Poczęcia NMP w Zamysłowie (Rybnik)

Dekanat powstał z parafii należących wcześniej do dekanatów rybnickiego i wodzisławskiego.